# Phymaturus zapalensis
Phymaturus zapalensis är en ödleart som beskrevs av  José Miguel Cei och CASTRO 1973. Phymaturus zapalensis ingår i släktet Phymaturus och familjen Tropiduridae. Inga underarter finns listade i Catalogue of Life.